# 보르군드 통널 교회

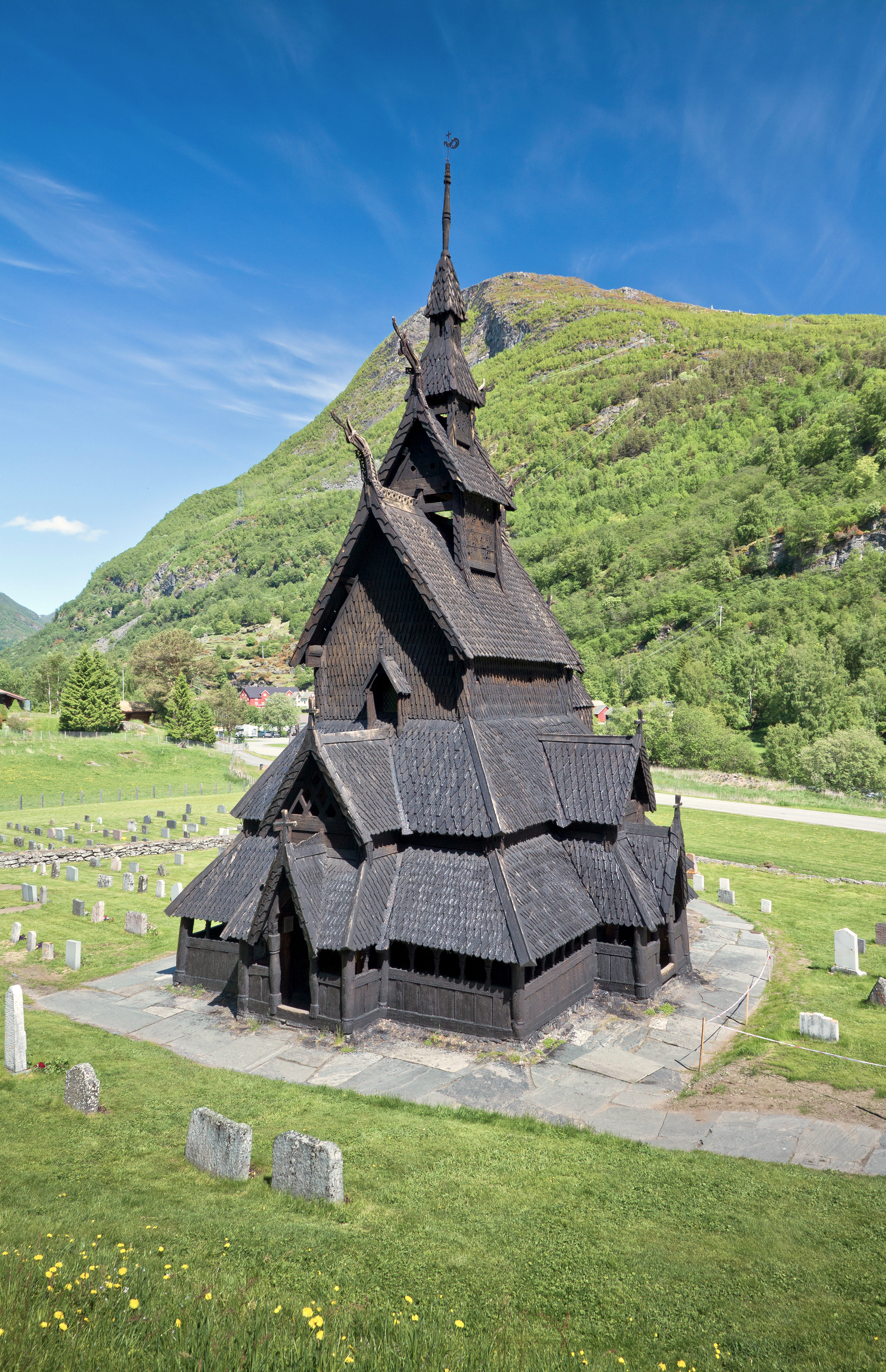

보르군드 통널 교회(뉘노르스크: Borgund stavkyrkje, 보크몰: Borgund stavkirke)는 노르웨이 송네피오르의 보르군드 마을에 소재한 통널 교회이다. 노르웨이에 현존하는 28개 통널 교회 중 보존상태가 가장 뛰어난 교회이다. 현재는 교회로는 사용되지 않고 노르웨이 고대유적 보존학회에서 박물관으로 이용하고 있다.